# Frankrike i olympiska vinterspelen 1960
Frankrike deltog med 26 deltagare vid de olympiska vinterspelen 1960 i Squaw Valley. Totalt vann de en guldmedalj och två bronsmedaljer.

## Medaljer

### Guld
- Jean Vuarnet - Alpin skidåkning, störtlopp.

### Brons
- Guy Périllat - Alpin skidåkning, störtlopp.
- Charles Bozon - Alpin skidåkning, slalom.